# Adversus haereses
Adversus haereses (Contra les heretgies) és una obra de cinc volums escrita per Ireneu de Lió al segle ii. De fet, es considera que la va escriure pels volts de l'any 180, atès que esmenta Eleuteri com a actual bisbe de Roma.
Ireneu hi identifica i descriu les moltes escoles gnòstiques del seu temps. Només hi ha fragments del text original en grec, però hi ha moltes còpies senceres en llatí que es van fer poc després de la seva publicació en grec, i els llibres IV i V estan també presents en la traducció literal a l'armeni.

## Estructura
Adversus haereses està composta per cinc llibres. Cada llibre és una obra individual; cada llibre s'enfoca en un tema de l'argument.
- El llibre I parla sobre les heretgies gnòstiques de Valentí Gnòstic i els seus predecessors que van des de Simó el Mag fins als ofites i caïnites.
- El llibre II aporta proves racionals que comproven que el valentinisme no té mèrits en termes de doctrines.
- El llibre III demostra que aquestes doctrines són falses, i diu que això està comprovat pels Evangelis.
- El Llibre IV s'ocupa de Jesús quan ressalta la unitat de l'Antic Testament i l'Evangeli.
- El llibre V, el final, s'enfoca en múltiples dites de Jesús i en les cartes de Pau.

## Propòsit
El propòsit d'Adversus haereses va ser de refutar els ensenyaments de diversos grups gnòstics; aparentment, molts mercaders grecs van començar oratòries i campanyes per fer prosperar el gnosticisme en l'arquebisbat d'Ireneu. Una altra teoria popular suggereix que un grup de gnòstics coneguts com els valentinians van prendre part de les celebracions a l'Església primitiva malgrat les seves radicals diferències amb aquesta.
També es diu que els gnòstics es reunien secretament fora de les esglésies regularment i allí discutien sobre la seva saviesa secreta i sobre l'escriptura que deien que els pertanyia.
Com a bisbe, Ireneu va sentir l'obligació de mantenir alerta als valentinians per protegir a l'església d'ells. Per això, Ireneu es va educar i es va informar sobre les doctrines i tradicions gnòstiques.
Amb el temps això ho va enfocar per fer la compilació de la seva obra.
No obstant això, pel que sembla la principal raó d'Ireneu per escriure aquesta obra va ser perquè va sentir que els cristians a la província de l'Àsia Menor i Frígia necessitaven especialment la seva protecció dels gnòstics, a causa que ells no tenien tants bisbes que supervisessin i ajudessin a mantenir aquesta classe de problemes sota control. Ireneu també devia haver pensat que els de l'est eren ignorants i no gaire ben informats sobre aquests assumptes que succeïen en l'oest. Pel fet que Ireneu romania a la província de Gàl·lia de l'Imperi Romà de l'oest i en canvi la comunitat cristiana d'Àsia romania lluny, Ireneu es va adonar que escriure aquest tractat seria la millor manera d'informar-los i oferir-los una guia.
Contra les heretgies va ser l'única descripció del gnosticisme fins al descobriment del Manuscrits de Nag Hammadi a 1945.